# Uunarteq
Uunarteq [ˈuːˌnɑtːɜ(q)] (nach alter Rechtschreibung Ûnarteĸ; Kitaamiusut Uunartoq) ist eine wüst gefallene grönländische Siedlung im Distrikt Ittoqqortoormiit in der Kommuneqarfik Sermersooq.

## Lage
Uunarteq befindet sich 7,6 km südlich von Ittoqqortoormiit an der südlichsten Stelle von Liverpool Land auf einer Halbinsel, die in den Kangertittivaq hineinreicht.

## Geschichte
Uunarteq wurde zusammen mit Ittoqqortoormiit und zwei anderen Wohnplätzen im Jahr 1925 gegründet. 1930 lebten 15 Einwohner in Uunarteq. 1933 wurde eine seismische Station errichtet. 1940 gab es 27 Bewohner und 1950 25. 1948 wurde eine Telegrafenstation errichtet und innerhalb kurzer Zeit verdoppelte sich die Einwohnerzahl 1960 auf 50 Personen. 1965 wurde eine Schule errichtet. Die meisten Personen in Uunarteq waren zu diesem Zeitpunkt Dänen. Von den 55 im Jahr 1970 in Uunarteq lebenden Personen waren nur 20 Grönländer. Es gab keinen Laden in Uunarteq, sodass die Bewohner in Ittoqqortoormiit einkaufen und ihren Fang verkaufen mussten. 1980 wurde die Telegrafenstation nach Ittoqqortoormiit verlegt, womit auch die Einwohnerzahl mit einem Mal stark zurückging.

## Söhne und Töchter
- Pia Ârĸê (1958–2007), grönländisch-dänische Künstlerin

## Bevölkerungsentwicklung
Die Einwohnerzahl von Uunarteq sank rasant mit der Verlegung der Telegrafenstation, erholte sich dann kurz und fiel schließlich wieder zurück, bevor der Ort 2003 von den letzten Bewohnern verlassen wurde.